# Lijnkleurgebruik bij trambedrijven

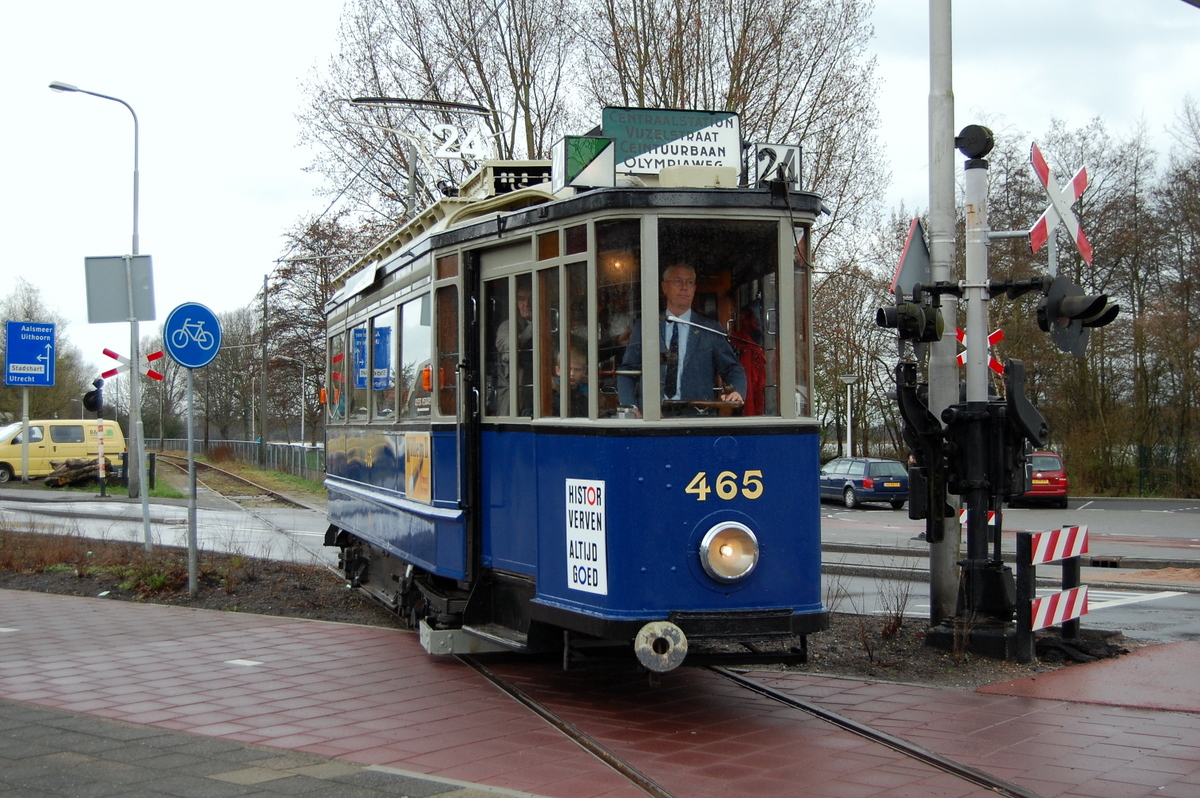
Voorbeeld van lijnkleuren in Amsterdam: lijn 24 diagonaal GROEN / WIT, zichtbaar aan voor en zijkanten. (Tram op de museumtramlijn in Amstelveen)

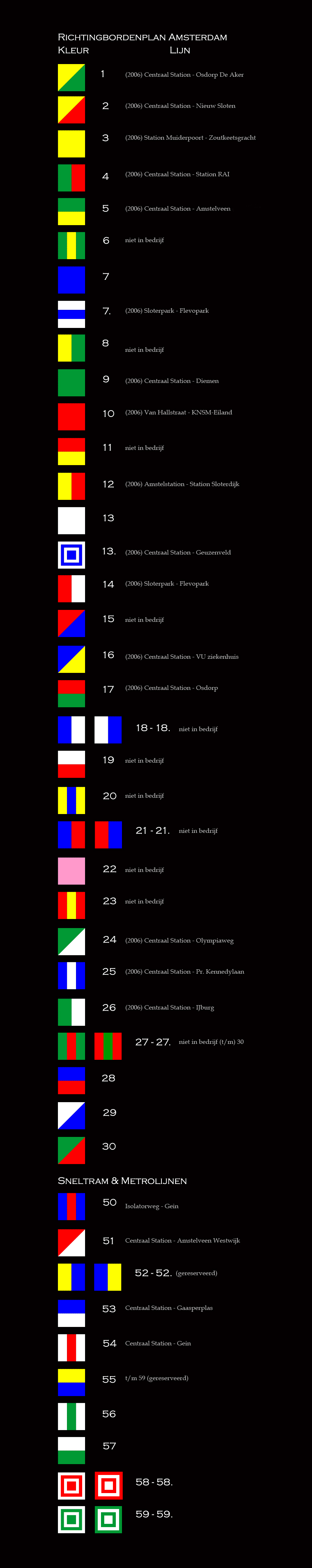
Richtingborden en kleurgebruik in Amsterdam.

Een lijnkleur voor een tramlijn is een herkenbare kleur (of combinatie van kleuren) op een koersbord, achter een glaasje, op een zijlat, lijnfilm of display dat voor, of eventueel ook achter of aan de zijkant, op de tram wordt aangebracht om mensen die niet kunnen lezen de gelegenheid te geven de tram te herkennen. Voorts heeft het gebruik van een lijnkleur het voordeel dat de kleur van grotere afstand vaak beter en eerder herkenbaar is dan het lijnnummer.

## Toepassing
Gebruik van kleuren als aanduiding voor tramlijnen was oorspronkelijk vooral gericht op de grote hoeveelheid analfabeten in de steden rond 1900 die geen cijfers of letters konden lezen. De lijnkleuren werden onder meer toegepast in:
- Amsterdam, Arnhem, Den Haag en Rotterdam
- België: Antwerpen, Brussel en (ten dele) Gent
- Denemarken: Kopenhagen
- Zwitserland: Zürich
- Rusland: Sint-Petersburg.

Deze kleursystemen werden snel ingewikkeld en waren zeer onderhoudsgevoelig, daarom zijn ze vanaf de jaren 1920 in veel steden verdwenen. Een overblijfsel is te vinden in Amsterdam waar, naast lijnnummers en bestemmingsaanduidingen, nog lijnkleuren  worden gebruikt. In Kopenhagen is de lijnkleur tot de opheffing van het trambedrijf in 1972 in gebruik gebleven.
Qbuzz voerde bij de overname van de concessie regio Utrecht onder de naam U-OV in 2013 een uitgekleed kleurensysteem in combinatie met een symbolensysteem. Hierbij stonden kleuren en symbolen niet voor lijnnummers maar voor gebieden waar ze naartoe reden. Zo reden de verschillende lijnen die naar Zeist en omstreken gingen allemaal onder de kleur paars met een symbool dat leek op een huis. Een lijn reed op de heenweg onder een andere kleur en symbool dan op de terugweg. Eind 2019 werd daarmee weer gestopt en stapte men over op lijnkleuren op basis van vervoerconcept.

## Gebruik in Amsterdam
In Amsterdam wordt uitgegaan van vijf standaardkleuren; wit, geel, groen, rood en blauw. Er zijn vier vlakverdelingen voor twee kleuren ontwikkeld; een diagonale (van linksonder naar rechtsboven), horizontale, verticale en dubbel verticale vlakverdeling. Vijf basiskleuren zijn goed voor vijf tramlijnen, en door het combineren van vlakverdelingen en kleuren waren 37 combinaties mogelijk. Combinaties van wit met geel en blauw met groen kwamen wegens de veronderstelde slechte leesbaarheid niet voor. In Den Haag gebeurde dit wel, wit met geel was lijn 6.
37 combinaties was voor de toepassing van tramlijnen in Amsterdam voldoende; er zijn nooit meer dan 25 lijnen tegelijk in dienst zijn geweest (dit was in 1931). In 1916 voegde men nog een kleur toe voor een ringlijn (19, sinds 1921 voor 22); roze.
De kubusvormen (bijvoorbeeld bij lijn 13 en recent de - nog niet ingevoerde - lijnen 58 en 59) zijn er gekomen om onderscheid te kunnen maken met onderhoudswagens. Deze gebruikten namelijk altijd een witte aanduiding. Om dezelfde reden kreeg lijn 7 (lijnkleur blauw) een in drieën opgezette lantaarn (wit-blauw-wit horizontaal) omdat het voeren van een blauwe aanduiding aan de politie was voorbehouden. Het kopkoersbord bleef echter blauw. In 1982 werd besloten dat er kleurencombinaties moesten komen voor 30 tramlijnen en in 1989 voor meerdere metro- en sneltramlijnen. Deze laatste werden vanaf 50 genummerd. Voor sommige lijnen werden combinaties bedacht die tot negatief commentaar leidden bij trambelangstellenden; de kleuren(combinaties) zouden niet kloppen. Zo is er dispuut over de lijnen 18, 21, 26, 58 en 59. 
De drieassers waren bij hun komst rond 1949 niet voorzien van lijnkleuren aan de voorzijde. Na protesten kregen ze later alsnog eerst een lijnkleur aanduiding achter de voorruit en in 1959 een lijnkleurenkastje boven op de filmkast. Bij de komst van lijn 12 in 1977 werden de drieassers in hun film niet voorzien van een lijnkleur bij het toegevoegde lijnnummer 12. In tegenstelling tot de Combino's, die wel een digitale richtingmatrix kregen maar een lijnfilm met lijnkleur behielden, kregen de 11 en 12G-wagens later ook een digitale lijnmatrix met digitale lijnkleur evenals de 15G-wagens. Vanaf 2023 kregen de Combino's alsnog een digitale lijnmatrix en -kleur.
Voor de metro werden vanaf 2000 nieuwe lijnkleuren ingevoerd waarbij de lijnen 50, 51, (52), 53 en 54 elk een kleur kregen: achtereenvolgens groen, oranje, (blauw), rood en geel. Hierbij werd het LHB-materieel, sinds 2012 ook het Alsthom, voorzien van deze egale kleuren terwijl het BN- en CAF-materieel nog is voorzien van de 'tramlijnkleuren'. Dus afhankelijk van de materieelinzet heeft een metrolijn een 'metrokleur' of 'tramkleur'. Uitzondering hierop is metrolijn 52 die alleen met Alsthom materieel rijdt. Als tramkleuren voert metrolijn 54 het staande wit-rood-wit: vermoedelijk een knipoog naar Ajax dat in hetzelfde shirt zijn thuiswedstrijden speelt in de Johan Cruijff ArenA, naast het gelijknamige station Amsterdam Bijlmer ArenA. Staande driekleuren geven namelijk volgens traditie een buurtverbindingslijn aan, terwijl deze metrolijn een radiaalverbinding (verdeling in twee: staand, liggend of horizontaal) is. Als enige buslijn heeft lijn 14 in 1908 lijnkleuren gehad; dit waren dezelfde kleuren als de huidige tramlijn 14. Tot slot hebben de IJ-veren I, II, III, IIIA, IV en IVA ook kleuren gehad achtereenvolgens wit, rood, groen, groen, geel en blauw.

## Gebruik in Den Haag

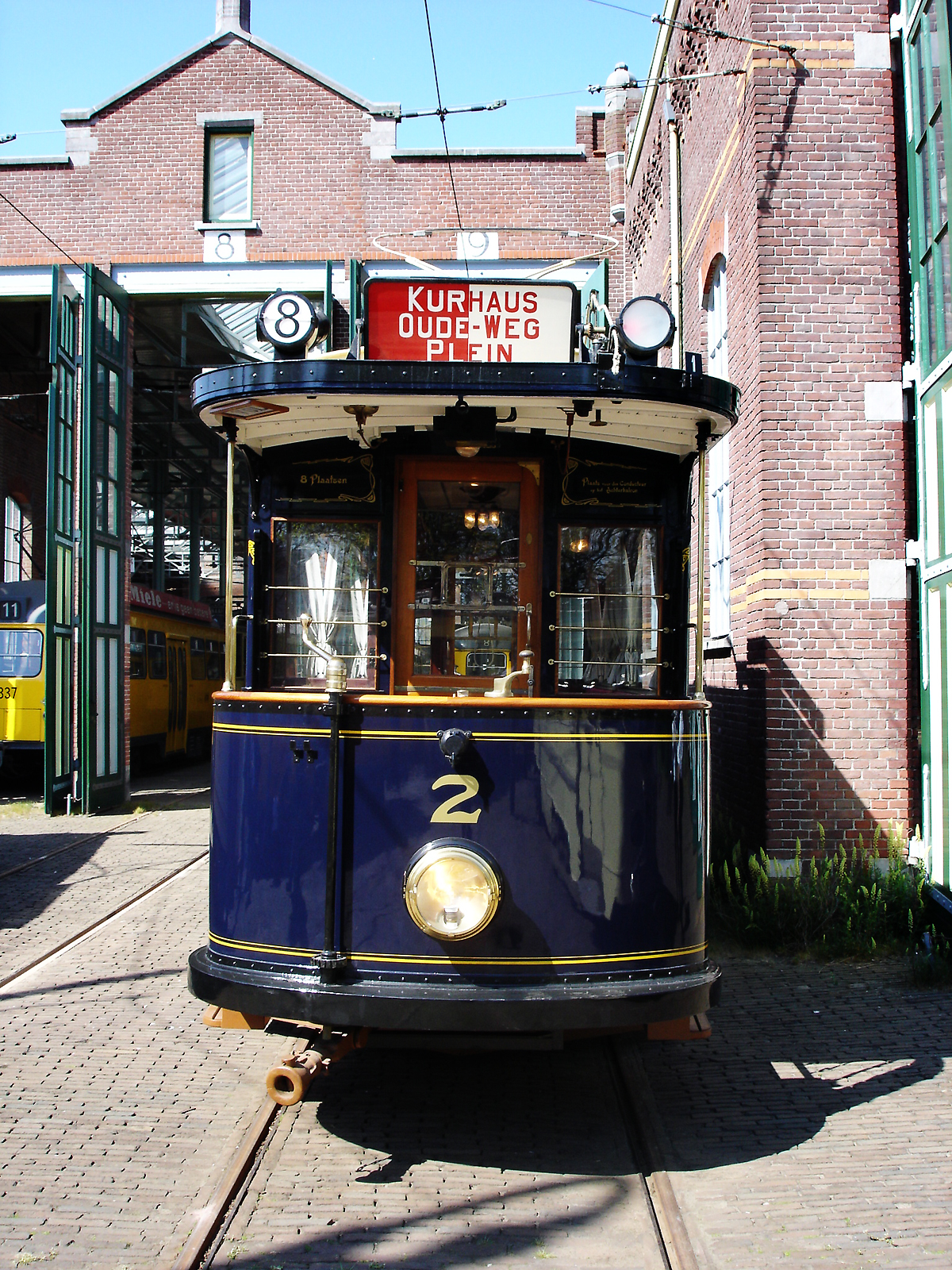
Route bord op motorwagen 2, HTM, als lijn 8.

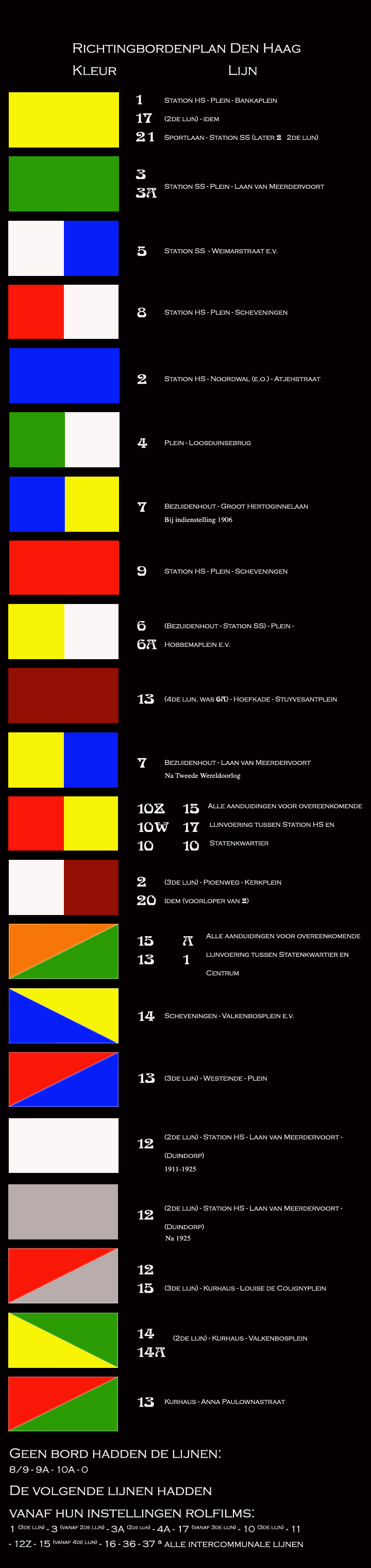
Vroeger kleurengebruik in Den Haag.

De paardentramlijnen in Den Haag hadden reeds kleuraanduidingen. Zo had de lijn Bankaplein – Hollands Spoor geel en de lijn Atjehstraat – Hollands Spoor blauw. Vanaf de indienststelling van de eerste elektrische tramlijn in Den Haag in 1904 (lijn 9, Plein – Kurhaus) werden borden gevoerd met daarop één kleur of een kleurencombinatie en in schriftletters daaroverheen de bestemmingen en een belangrijke tussenhalte. Later werd hiervan afgeweken en kwamen er ook borden waar bijvoorbeeld alleen PLEIN op stond. Het systeem was opgezet om de zogenaamde concessielijnen 1 t/m 10, de lijnen die in opdracht van de gemeente Den Haag werden geëxploiteerd, visueel goed van elkaar te scheiden en herkenbaar te laten zijn. Het linkergedeelte van het koersbord moest een van de 4 sectoren van het elektrische voedingsnet als bestemming aangeven: rood voor Scheveningen; geel voor Hollands Spoor, groen voor Station Staatsspoor, en voor de stad blauw. Aanvullende kleuren werden wit en grijs. Het rechter gedeelte van het bord zou dan een van de 6 andere kleuren krijgen. Spiegelbeeld moest worden voorkomen, m.a.w. GEEL | WIT kon wel, maar dan geen WIT | GEEL.
- Tramlijnen 1 (GEEL (HS)| GEEL) en 2 (BLAUW | BLAUW) kregen dezelfde kleuren als uit de paardentramtijd, waarbij met lijn 2 direct een fout werd gemaakt. Het had GEEL (HS)| BLAUW moeten zijn; de praktijk van de paardentramlijn werd hiermee gecontinueerd.
- Lijn 3 kreeg GROEN (SS)| GROEN – ook hetzelfde als bij de paardentram – en lijn 4 GROEN (SS)| WIT.
- Lijn 5 kreeg WIT | BLAUW, wat fout was. Als Staatsspoorlijn had het GROEN | BLAUW of GROEN | GRIJS moeten zijn. De reden lag mogelijk in het weinig contrastrijke van de combinaties.
- Lijn 6 kreeg GEEL (HS)| WIT (Plein), maar toen deze lijn al na enkele jaren niet meer het Hollands Spoor aan deed klopte het niet meer.
- Lijn 7 kreeg eerst BLAUW | GEEL, dat geheel niet klopte. Het had als stadslijn BLAUW | BLAUW moeten zijn maar dit was reeds door lijn 2 bezet. Dit duurde tot na de Tweede Wereldoorlog, toen de HTM nog enkele motorwagens uit de serie 280-289 die niet voorzien waren van lijnfilms, op lijn 7 inzette. Toen kreeg lijn 7 GEEL | BLAUW, maar die kwam niet bij het Hollands Spoor.
- De Scheveningse lijnen waren in het begin ook goed: lijn 8 ROOD (Scheveningen) | WIT (Plein), lijn 9 ROOD | ROOD en lijn 10 ROOD | GEEL. Latere lijn na de eerste 10 concessielijnen kregen koersborden met een diagonale verdeling, waarbij geprobeerd werd het logisch bedachte systeem te handhaven, maar dit wilde niet lukken.

Facultatieve lijnen, zgn. eigen lijnen die de HTM op eigen initiatief exploiteerde, kregen een diagonale verdeling van linksonder naar rechtsboven; links moest de sectorkleur tonen.
- De eerste lijn 12 kreeg ROOD (Scheveningen)/ GRIJS; de tweede echter WIT | WIT, en in 1925 GRIJS | GRIJS. Volgens het systeem had deze lijn, als HS-lijn, linksboven GEEL moeten krijgen, en rechtsonder GROEN of GRIJS. Bij de doortrekking naar het Staatsspoor in 1922 hadden de borden dan weer moeten worden veranderd.
- De eerste lijn 13 kreeg linksboven ROOD (Scheveningen) / rechtsonder GROEN; de tweede ORANJE / GROEN, waar GROEN (Staatsspoor)| ORANJE correct was geweest. De kleur oranje duikt hier op als zevende kleur en was voordien niet bedacht. Maar het correctere GROEN / BLAUW zou te veel op lijn 3 gaan lijken, en GROEN / WIT te veel op lijn 4. De derde lijn 13 (Westeinde – Plein) kreeg ROOD / BLAUW, maar kwam niet in Scheveningen. De vierde lijn 13, deze kreeg dit nummer van lijn 6A in 1927, werd BRUIN | BRUIN, waarmee wéér een nieuwe kleur werd geïntroduceerd.
- De eerste lijn 14 kreeg BLAUW \ GEEL; correct volgens het systeem; en de tweede lijn kreeg GEEL \ GROEN, terwijl deze lijn niet bij het Hollands Spoor verscheen.
- Voor de eerste lijn 15, zie 13 (2de lijn). De tweede ("drie-dagen-lijn") 15 kreeg ROOD | GEEL, en dit gaf verwarring met lijn 10. De derde lijn 15 was in feite een omnummering van de eerste lijn 12, en kreeg ook diens (correctie) ROOD / GRIJS.
- Lijn 17, die in feite de opvolger was van de tweede lijn 15, kreeg ook ROOD | GEEL, waarmee de verwarring met lijn 10 bleef. De tweede lijn 17, die de opvolger was van lijn 1, kreeg diens GEEL | GEEL.
- Lijn 20 kreeg in 1928 WIT | BRUIN, terwijl die, gezien het stadskarakter, deels blauw had moeten krijgen.
- Lijn 21 kreeg in 1928 GEEL | GEEL; lijn 17 was ondertussen opgeheven, en toen deze lijn 21 omgenummerd werd in 2 behield deze het GEEL | GEEL. Gezien de Staatsspoorbestemming van lijn 21 had er GROEN in het bord moeten zitten.

Lijn 11 heeft nooit een lijnkleur gehad en lijnen die na de Tweede Wereldoorlog werden ingesteld, bv. lijn 16 of de vierde lijn 15, kregen ook geen kleur. Door de vele wisselingen van lijnen kon het eens consequent bedoelde systeem zich niet meer staande houden. Daarbij was het ook kostbaar in onderhoud – de borden werden met de hand geschilderd – en als een wagen van lijn veranderde moesten voor- en zijborden worden gewijzigd. Meerdere reden waarom het kostbare systeem werd opgeheven. De lijnkleuren verdwenen in Den Haag in de jaren 1930 toen men de ombouwers en de wagens in de serie 800 in dienst ging nemen. Deze hadden wel een koers- en lijnfilmrol maar geen mogelijkheid meer om kleuren te tonen. Ook toen de motorwagens uit de serie 250 nieuwe fronten kregen werd het om te klappen koersbord vervangen door films. Ook de zijkoersborden verdwenen van de trams. 
De vooroorlogse HTM-buslijnen gebruikten ook lijnkleuren, maar veel eenvoudiger. Eén  achtergrondkleur, en daarop letters in één kleur.

## Gebruik in Rotterdam

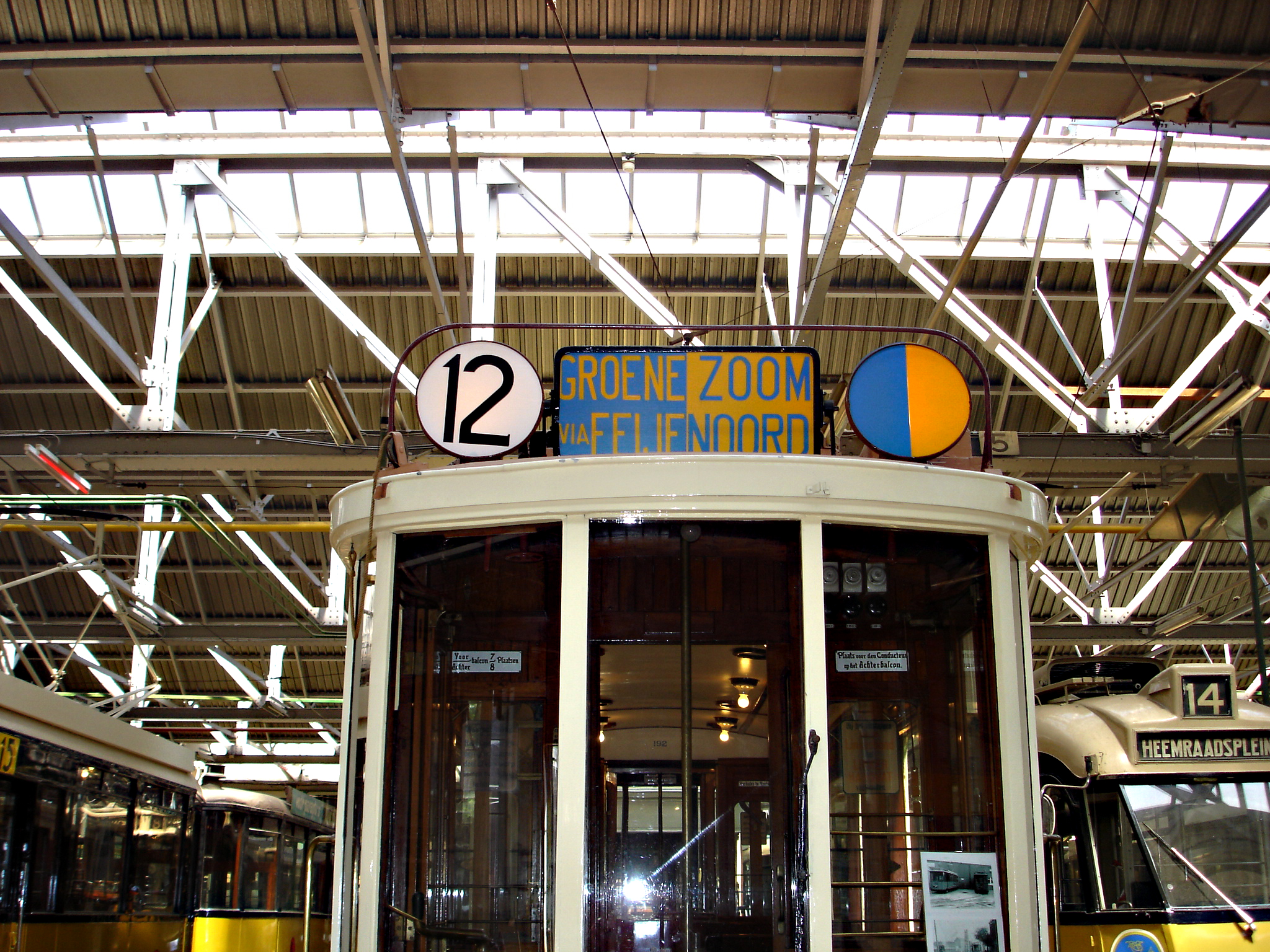
Voorbeeld van lijnkleuren bij de Rotterdamse tramlijn 12.

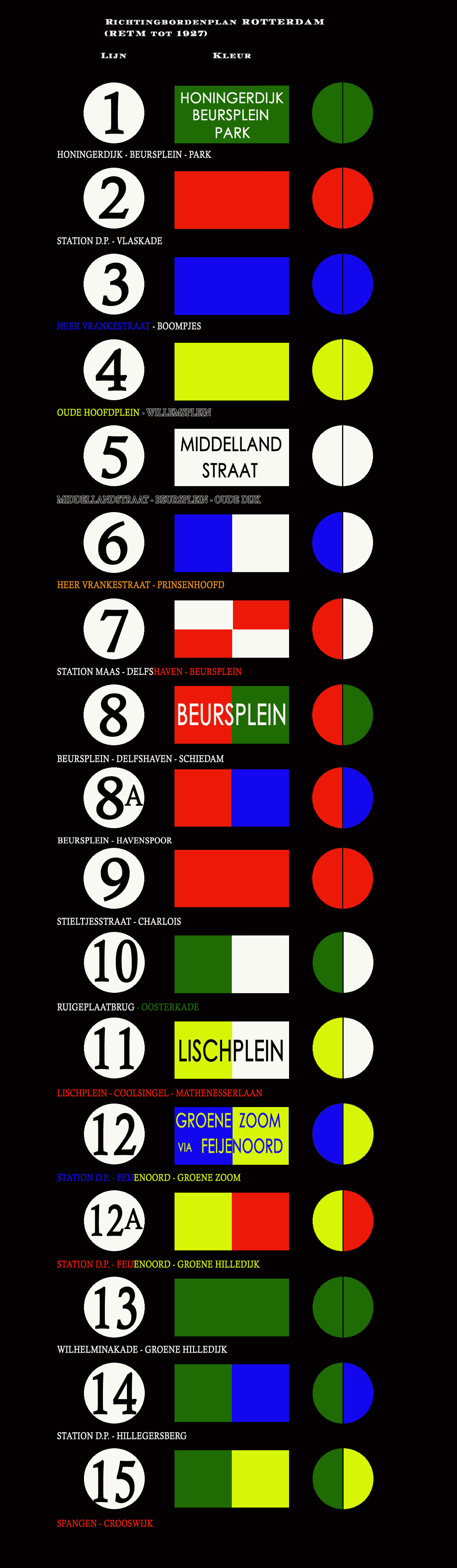
Richtingborden en kleurgebruik in Rotterdam. Alleen de RETM gebruikte dit systeem.

In Rotterdam kregen de eerste 15 tramlijnen lijnkleuren. In tegenstelling tot Den Haag was er geen bedachte logica in het systeem en de Rotterdammers hadden ook geen bezwaar tegen mogelijk wat moeilijk te onderscheiden combinaties zoals GEEL | WIT en GROEN | BLAUW. De lijnen 1 en 13 kregen zelfs dezelfde kleur (GROEN) net als 2 en 9 (ROOD) omdat deze elkaar toch nergens tegenkwamen. De koersborden waren in Rotterdam rechthoekig en men kende alleen een onderverdeling in een linker en een rechter vlak (dus een verticale scheiding). Op het front van de tram, boven de raampartij bevonden zich tevens 2 ronde lantaarns van ongeveer 30 centimeter doorsnede. De linker lantaarn – als toeschouwer voor de tram staand met het gezicht naar de tram – liet het lijnnummer zien, het rechter nogmaals de lijnkleuren. De koersborden waren niet verlicht dus daarom in het donker moeilijk te onderscheiden. Aan de zijkant van de tram bevond zich een ongeveer 3 meter lang bord waarop nogmaals de lijnkleuren waren geschilderd met het verloop van de lijn, bv. bij lijn 8: BEURSPLEIN – DELFSHAVEN – SCHIEDAM. Dit bord was ook niet verlicht. De belettering van koers- en zijborden was soms enkelkleurig (zoals bij lijn 1) maar soms ook dubbelkleurig, zoals bij lijn 12 waar het blauwe gedeelte van de borden met geel en het gele gedeelte met blauw was beschilderd. In het geval van bv. lijn 15 verschilde deze van de lijnkleuren: GROEN | GEEL koersbord en rode letters. Bijwagens hadden geen koersborden voor- of achterop. De Delmez-motorwagens hadden de beschikking over een rechthoekige, vierkantige en draaibare trommel in plaats van het enkele koersbord waarbij met het draaien van één slag van aanduiding gewisseld kon worden. Zo waren er vier vlakken beschilderd, 2 met de bestemming en in ieder geval één met de aanduiding REMISE. Het vierde vlak toonde meestal een bestemming voor een verkorte dienst aan. Het gebruik van lijnkleuren verdween na 1927. De gemeentelijke RET breidde het trambedrijf fors uit qua lijnen en verving bij de verbouwing van de motorwagens (de serie 127-151, de Parkwagens – 152-201 – en de Delmez-wagens – 202-221) de koersborden en de lantaarns voor moderne filmrollen die in kasten werden ingebouwd. Deze konden verlicht worden en waren eenvoudiger en efficiënter te bedienen als een wagen van lijn en bestemming moest wisselen.

## Gebruik in Antwerpen

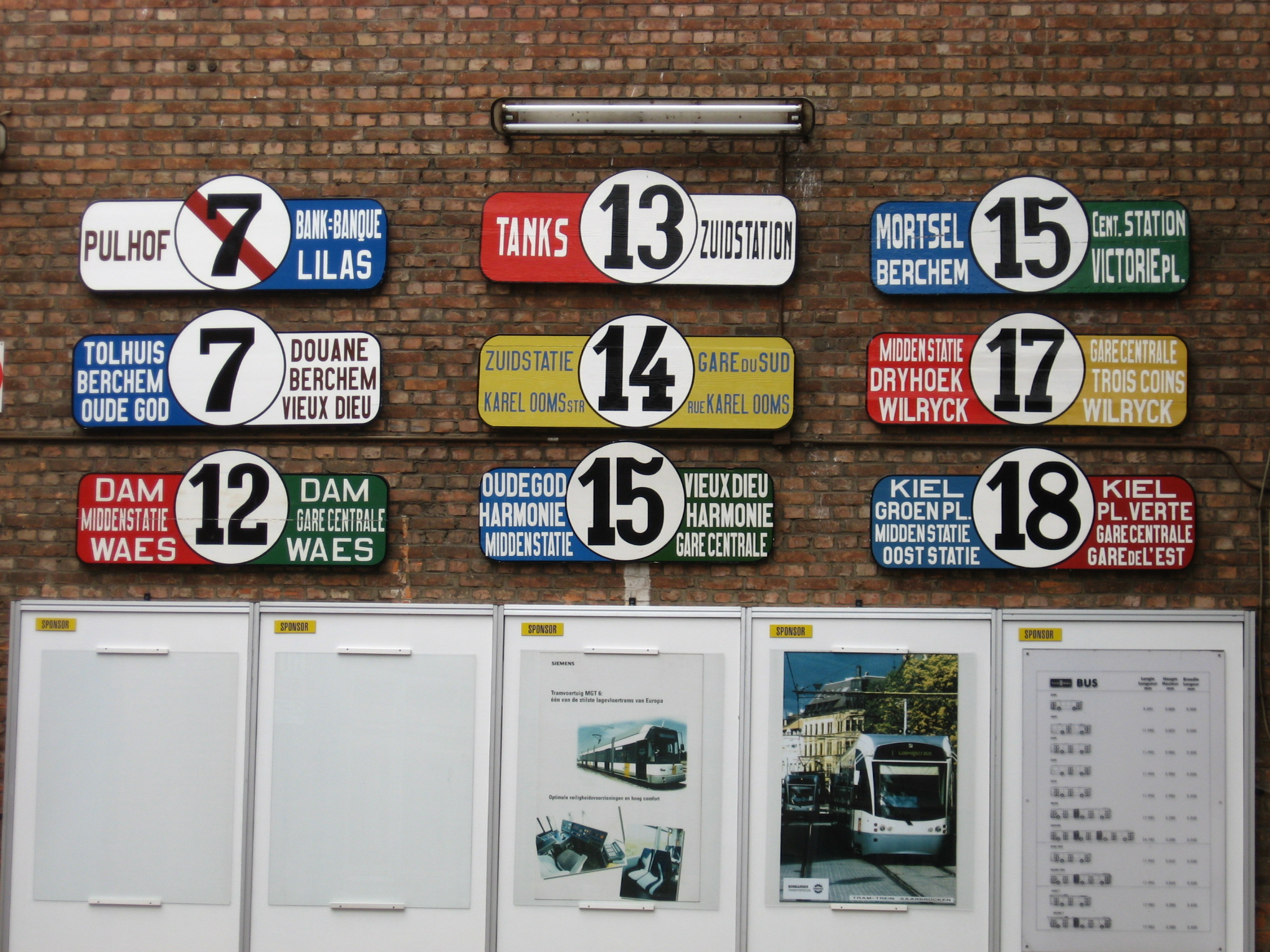
Oude bestemmingsborden met lijnnummers in het Antwerps Trammuseum.

Alle lijnen van de Antwerpse trams hebben een eigen herkenningskleur.
| lijn | traject                                                  |
| ---- | -------------------------------------------------------- |
| 1    | Luchtbal (P&R) – Zuid                                    |
| 2    | Merksem (Keizershoek) – Hoboken (Kioskplaats)            |
| 3    | Zwijndrecht (Melsele Krijgsbaan) – Merksem (Keizershoek) |
| 4    | Deurne (Silsburg) – Hoboken (Kioskplaats)                |
| 5    | Deurne (Wim Saerensplein) – Linkeroever (P&R)            |
| 6    | Metropolis – Olympiade                                   |
| 7    | Sint Pietersvliet – Mortsel (Gemeenteplein)              |
| 8    | Astrid – Wommelgem (P&R)                                 |
| 9    | Linkeroever (P&R) – Deurne (Eksterlaar)                  |
| 10   | Melkmarkt – Deurne (Schotensteenweg)                     |
| 11   | Melkmarkt – Berchem (Groenenhoek)                        |
| 12   | Sportpaleis – Bolivarplaats                              |
| 15   | Linkeroever (P&R) – Mortsel (Gemeenteplein)              |
| 24   | Hoboken (Schoonselhof) – Deurne (Silsburg)               |

Bij de indienststelling van nieuwe lijnen werd echter weleens geklaagd dat het kleurverschil met andere lijnen te klein zou zijn. Dat is of was onder andere het geval met lijnen 5 en 6 in de premetro en lijnen 8 en 24 op de Herentalsebaan.

## Gebruik in Brussel

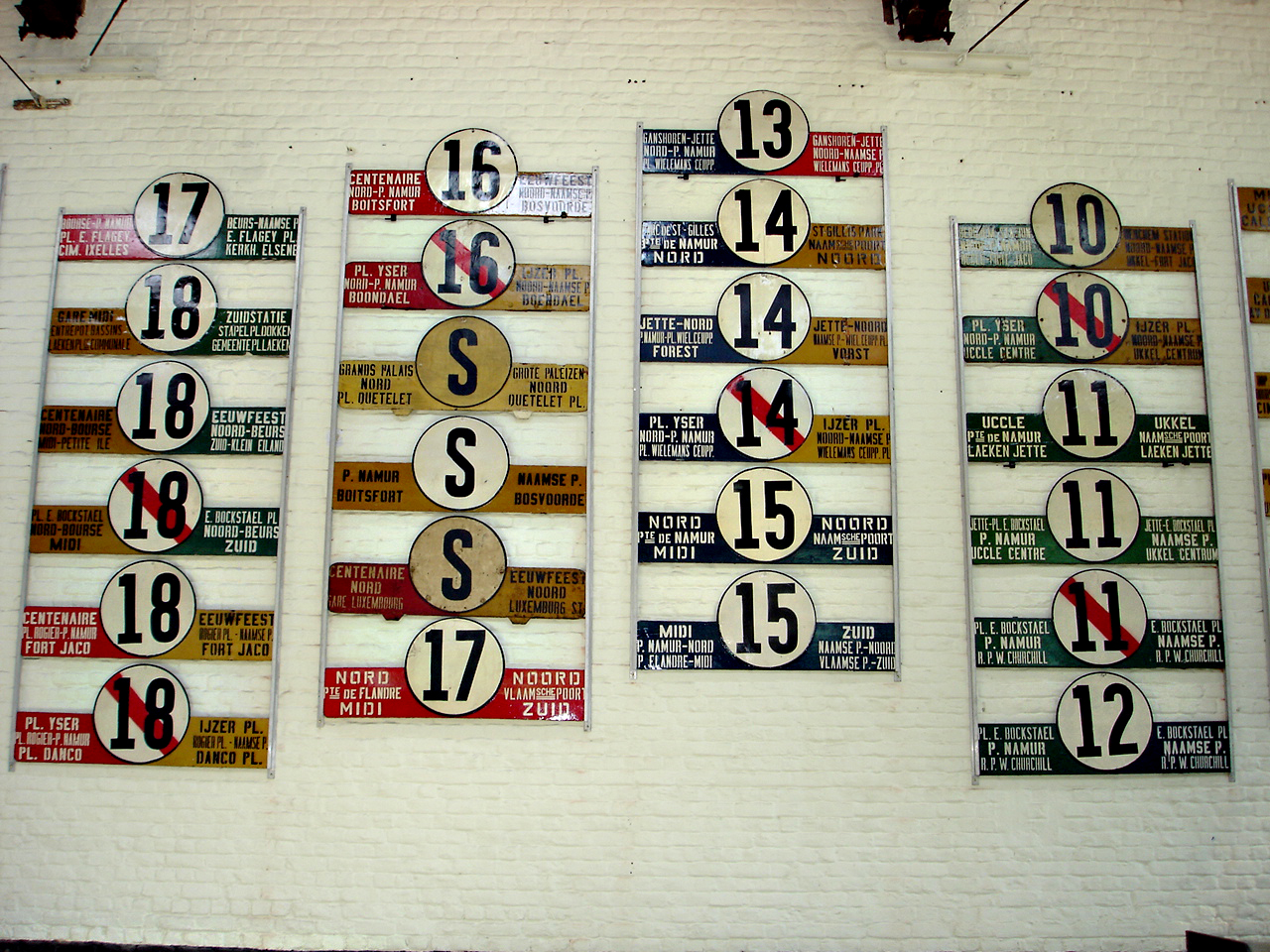
Koersborden van de Brusselse tram.

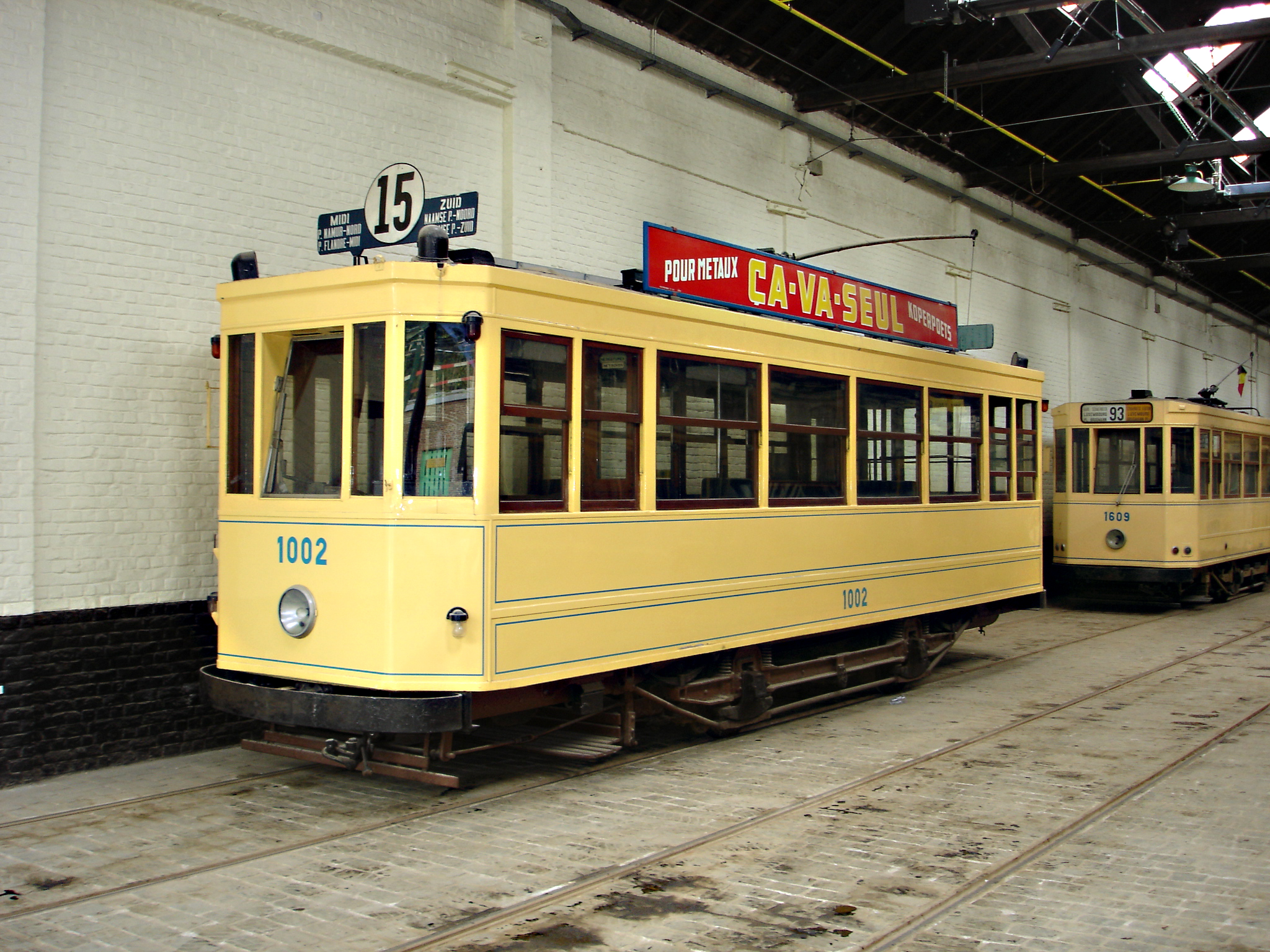
Standaardmotorwagen 1002 met koersbord.

Ook bij de Brusselse tram waren op het dak van het voor- en achterbalcon van de tweeassige trams borden in gebruik met lijn- en bestemmingsaanduiding. In het midden een groot rond lijnnummer met zwarte cijfers op witte achtergrond, eventueel met een rode balk erdoor (doorstreepte lijnen; korttrajectdiensten). Lijnen die de stadsgrenzen overschreden hadden een rood lijnnummer op een wit vlak, zoals lijn 58 naar Vilvoorde.
Aan de zijkanten van de trams bevonden zich de route-aanduidingen in verschillende kleurvlakken. Voor de lijnkleuren aan de zijkanten waren in Brussel de kleuren rood, geel, groen en blauw in gebruik. Diverse lijnen hadden dezelfde kleurencombinaties; Door het grote aantal tramlijnen was dit onvermijdelijk.
Bij invoering van de lijnfilms op de vierassers serie 5000, de PCC's serie 7000 en alle latere typen (verbouwde) trams werd dit systeem gehandhaafd. Het lijnnummer was nu echter in een wit vierkant vlak in het midden. Bij de in de jaren zestig ingestelde lijnen 101, 102 en 103 was het vlak aanvankelijk geel met zwarte cijfers.

### Huidige lijnaanduidingen
Tegenwoordig staat het lijnnummer aan de zijkant en is daarnaast een bestemming in kleur aangegeven. Het oude systeem is losgelaten. Het lijnennet bestaat in zijn huidige vorm sinds 29 september 2018.

## Gebruik in Kopenhagen

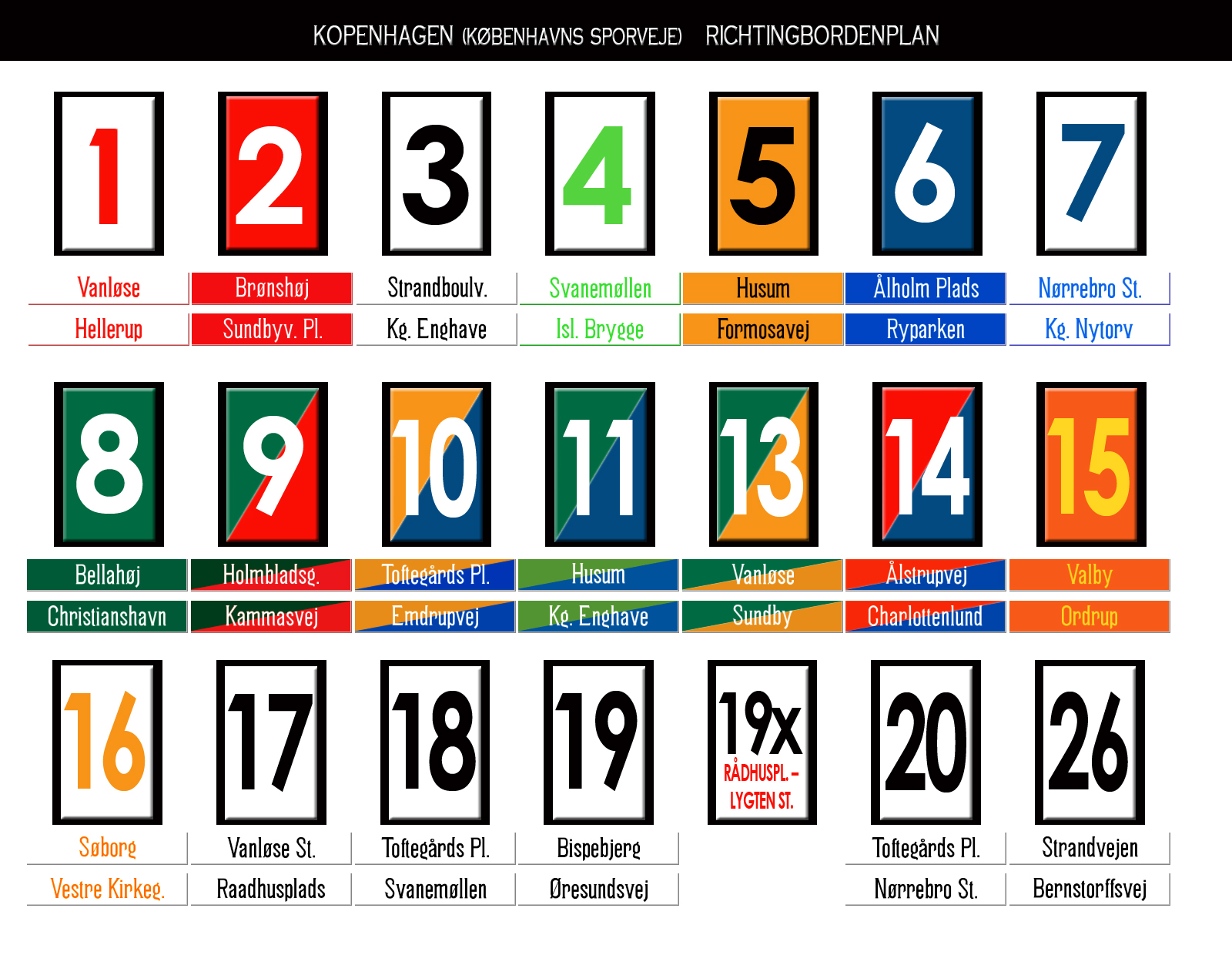
Vroeger kleurengebruik in Kopenhagen.

In Kopenhagen is altijd, zolang er elektrische trams waren, gebruikgemaakt van gekleurde aanduidingen. De trams waren op de voorkant en de achterkant voorzien van 2 grote staande, rechthoekige emaillen borden van ongeveer 1,00 x 0,75 meter. Deze waren onder het raam aangebracht en meegebogen met de ronding van de voorkant. Hierop werd de kleurencombinatie van de bewuste tramlijn getoond.
Dit systeem kon goed dienst blijven doen omdat er in Kopenhagen weinig veranderingen werden aangebracht in het lijnennet. Enkele korte lijnen met een tijdelijk karakter, bijvoorbeeld spitsuurlijnen, kregen een eenvoudiger bord. Meestal was dit wit met zwarte cijfers erop.
Voor de originele borden wordt tegenwoordig heel veel geld geboden en betaald. Veel is verbrand, veel is in musea terechtgekomen - en niet te koop - en een enkele tramhobbyist heeft ooit op remiseterreinen ’s nachts borden van trams gestolen.

## Gebruik in Zürich
In Zürich heeft iedere lijn behalve een nummer ook een kleur: de nummerborden op trams hebben een kleur, met daarin het lijnnummer in het wit (behalve lijn 8 en 13, waar het nummer voor de leesbaarheid op lichtgroen resp. geel zwart is gemaakt). Doordat maar één kleur wordt gebruikt, zijn er niet zo veel kleuronderscheidingen mogelijk. Lijn 2 en 15 zijn beide rood, 3 en 11 zijn beide donkergroen, 4 en 9 zijn beide donkerpaars. Dat hoeft geen verwarring te geven omdat deze 6 lijnen geen gemeenschappelijke haltes delen. De kleuren komen terug op de halteborden, netplattegronden en wegwijzers op stations. Sinds 14 december 2008 hebben ook de trolleybuslijnen lijnkleuren (pastelkleuren, ter onderscheiding van de tramlijnen). Voorheen waren deze (net als de andere buslijnen) gewoon wit met zwarte letters.

## Gebruik inHamburg

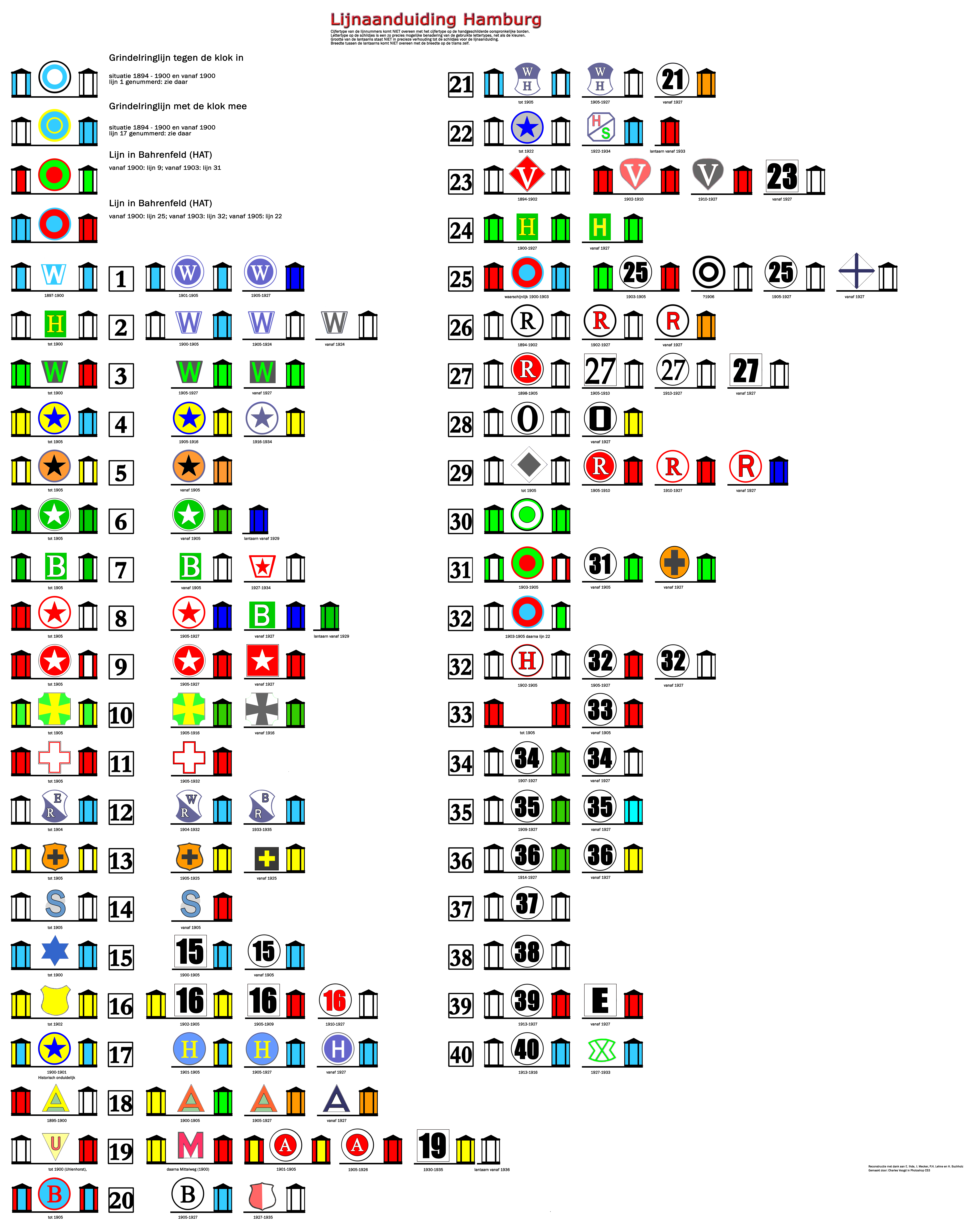
Daklantaarns en -schildjes van Hamburg.

Tot het eind van de jaren 1930 hanteerde men bij de Hamburgse tram in Duitsland een van de ingewikkeldste en kostbaarste systemen om de tramlijnen te herkennen. Vanaf 1894 waren er alleen herkenningstekens vooraan boven op het tramdak zoals ronde, vierkante of W-vormige schildjes beschilderd met verschillende kleuren, letters of vijfpuntige sterren. Vanaf 1897 hadden de motorwagens voor op het dak twee zeshoekige lantaarns (met een gloeilampje er in) met lijnspecifieke kleuren. Ter nadere onderscheiding waren de bestemmings- en routeborden van de lijnen in verschillende kleuren met een daarvan afwijkende ondergrond uitgevoerd. Met de overname van de lijnen 15, 16, 27, 29 en 30 en twee lijnen in de (toen) zelfstandige gemeente Bahrenfeld van de Hamburg Altonaer Trambahn (HAT) door de Straßen Eisenbahn Gesellschaft (SEG) exploiteerde deze maatschappij – op de lijnen van de Zentralbahn-lijnen na – alle tramlijnen in Hamburg en voerde vanaf 1900 lijnnummers in. Tussen 1900 en 1905 hing het lijnnummer onderaan de dakkant, aan de kant waar passagiers opstapten, van de motorwagen en iedere motorwagen had twee daklantaarns. Vanaf 1905 verplaatste men dit schild naar de bovenkant van het dak en verving één lantaarn (de rechter aan de trottoirkant van de wagen). Toen het kleurensysteem langzaam werd afgebouwd verschenen de lijnnummers op ronde of vierkante borden tussen de lantaarns. Vele wijzigingen volgden elkaar op. In 1947 werd de tweede lantaarn door een lijnnummeraanduiding vervangen maar de meeste wagens hadden al vanaf 1939 geen daklantaarns meer. Slechts de eindbestemming met het lijnnummer bleef over. In 1947 werd het cijfer wit (op zwart) in plaats van andersom.

#### Enkele bijzonderheden per lijn
- De Grindelring-ringlijn had in de beginjaren geen lijnnummer en werd met de klok mee en tegen de klok in met twee verschillende aanduidingen geëxploiteerd. Na augustus 1900 werd de ‘tegen de klok in’-lijn, lijn 1 en de andere lijn 17 en beide kregen na enige jaren nieuwe kleuraanduidingen.
- De twee tramlijnen van de HAT in het stadsdeel Bahrenfeld hadden ook eerst geen nummers en werden in 1900 in de Hamburgse lijnsystematiek opgenomen. Hun lijnnummer werd echter in de loop der jaren vele malen gewijzigd evenals hun kleuraanduiding.
- Lijn 2 had eerst een H als aanduiding voor het stadsdeel Hoheluft maar al in 1900 kreeg lijn 24 de H als aanduiding voor Horn. Lijn 2 kreeg daarna een W als aanduiding voor Wandsbeck.
- Omdat lijn 12 nogal eens van bestemming wisselde moest het aanduidingsschildje veelvuldig worden gewijzigd. Tot 1904 was het E/R waarbij de E voor Eimsbüttel en Eppendorf stond; de R stond voor Rotheburgsort. Tussen 1904 en 1932 was het W/R waarbij de W voor Winterhude stond. In 1933 werd het B/R, B voor Bahrenfeld.
- De gestileerde ‘S’ voorop lijn 14 stond voor de bestemming Süderstraße.
- Lijn 15, een door de HAT geëlektrificeerde lijn, kreeg reeds vanaf 1900 alleen een nummeraanduiding.
- Lijn 16 kreeg vanaf 1902 alleen een nummeraanduiding.
- Het gele schild met de blauwe ster op lijn 17 is mogelijk historisch onjuist. Het is nl. dezelfde aanduiding als lijn 4. De genoemde optie is echter de voortzetting van de aanduiding van de Grindelringlijn die in augustus 1900 lijn 17 werd genummerd. Mogelijk duurde deze situatie een jaar waarna lijn 17 in 1901 een gele H op een vierkant schild kreeg.
- Bij lijn 19 stond de ‘U’ voor het stadsdeel Uhlenhorst en de ‘M’ voor de bestemming Mittelweg.
- De uitmonstering van lijn 25 is volgens de bron onduidelijk. Getoond wordt de meest waarschijnlijke gang van zaken tussen 1900 en 1905; daarna is de aanduiding wel duidelijk.
- Lijn 29 nam in 1905 de route over de Altonaer Ring over van lijn 27 en kreeg daarmee diens kleuraanduidingen. In 1920 werden de kleuren omgekeerd: rode letter R op witte ondergrond in plaats van andersom. Dat was wel hetzelfde als lijn 26 maar beide lijnen ontmoetten elkaar nergens.
- Lijn 32 was 2 jaar het lijnnummer van een van de ongenummerde HAT-lijnen in Bahrenfeld en voerde ook diens schildje (blauwe ondergrond, rode doorzichtige ring erop) totdat omnummering in lijn 22 plaatsvond. Een andere lijn 32 in Harburg kreeg in 1902 een totaal andere aanduiding. Beide worden hierboven getoond. De kleuren van de lantaarns van deze lijn zijn echter tot 1905 onbekend.
- De nieuwe Harburgse lijnen hadden vanaf de indienststelling in 1905 al geen kleurrijk schildje meer. Ook de andere lijnen die rond deze tijd werden ingesteld, 33 t/m 40, kregen geen schildjes en zeer eenvoudige daklantaarns. Lijn 33 had zelfs eerst geen lijnnummer.

De kleuren in de illustratie zijn benaderingen van de werkelijkheid. Van het Hamburgse systeem zijn geen kleurenfoto’s bekend en de beschrijving van de kleuren berust aldus op mondelinge en geschreven informatie.

## Bron
- Allemaal voorzien? De Haagse tram in woord en beeld. R. F. de Bock, uitgevers Wyt, Rotterdam, ISBN 90 6007 588 9
- Trammend naar de metro. De historie van de tram in Rotterdam. Duparc H.J.A. e.a., uitgever E.J. Brill, Leiden, 1968
- Rotterdams Openbaar Vervoer Museum: P.D.B. Bakker
- Hamburgse kleuraanduidingen: https://web.archive.org/web/20131103072403/http://www.horstbu.de/Top5Books/takel/takel.htm